# Ceriagrion georgifreyi
Ceriagrion georgifreyi är en trollsländeart som beskrevs av Schmidt 1953. Ceriagrion georgifreyi ingår i släktet Ceriagrion och familjen dammflicksländor. Inga underarter finns listade i Catalogue of Life.
Arten förekommer med flera små populationer vid östra Medelhavet från Grekland över västra Turkiet till Israel och västra Jordanien. Exemplaren hittas vid vattendrag, i träskmarker och i landskap som liknar marskland.
Beståndet hotas av landskapsförändringar och torka. Flera regioner där arten fanns är nu täckta av ag som undviks av trollsländan. IUCN kategoriserar arten globalt som starkt hotad.